# Barna halászbagoly

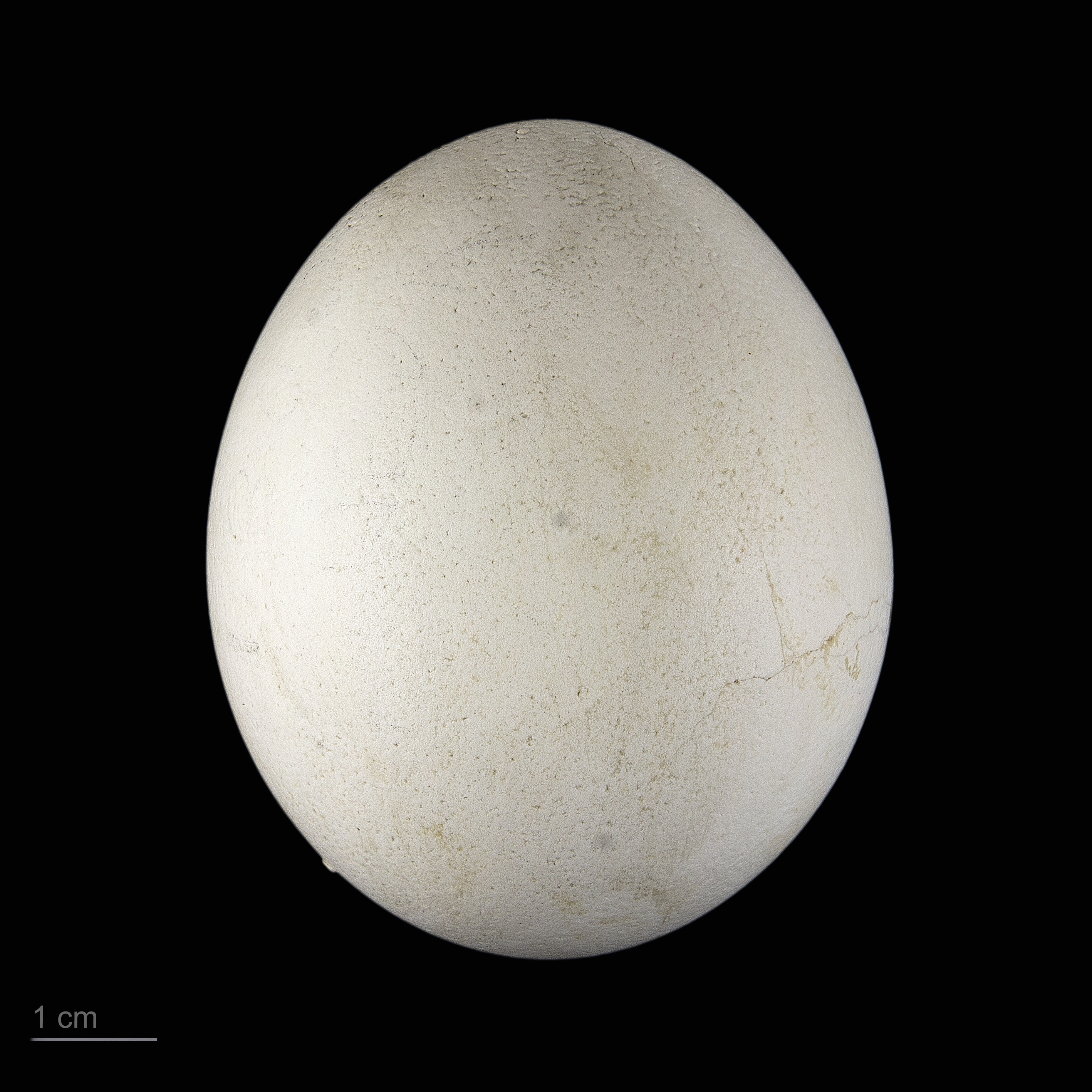
Ketupa zeylonensis

A barna halászbagoly vagy indiai halászbagoly (Ketupa zeylonensis) a madarak osztályának a bagolyalakúak (Strigiformes) rendjéhez, ezen belül a bagolyfélék (Strigidae) családjához tartozó faj.

## Előfordulása
Banglades, Kambodzsa, Kína, Hongkong, India, Irán, Laosz, Malajzia, Mianmar, Nepál, Pakisztán, Srí Lanka, Thaiföld, Törökország és Vietnám területén honos. Jordánia, Libanon és Szíria területéről már valószínűleg kihalt. Izraelben már területileg kipusztult. Kóborlásai során eljut a Seychelle-szigetekre is.

## Alfajai
- Ketupa zeylonensis semenowi
- Ketupa zeylonensis leschenault
- Ketupa zeylonensis zeylonensis
- Ketupa zeylonensis orientalis